# Гватемала на Олимпијским играма
Гватемала се први пут појавила на Олимпијским играма 1952. године, и после паузе од 16 године поново је од 1968. слала своје спортисте на све наредне касније одржане Летње олимпијске игре.
На Зимским олимпијским играма Гватемала је учествовала само једном, 1988. године и нема ни једну освојену медаљу са тих игара.
Гватемалски представници су закључно са Олимпијским играма одржаним 2016. године у Рио де Жанеироу су освојили 1 медаљу и то сребрну.
Национални олимпијски комитет Гватемале (Comité Olímpico Guatemalteco) је основан 1947. када је и признат од стране Међународног олимпијског комитета.

## Медаље

### Освојене медаље на ЛОИ
| Учешће и освојене медаље Гватемале на ЛОИ |                            |                            |                            |                            |                            |                            |                            |                            |                            |                            |
| ЛОИ                                       | Носилац заставе            | Учешће                     | Муш.                       | Жене                       | спорт.                     | Злато                      | Сребро                     | Бронза                     | Укупно                     | Ранг                       |
| 1952. Хелсинки                            |                            |                            |                            |                            |                            | 0                          | 0                          | 0                          | 0                          |                            |
| 1956. Мелбурн и Стокхолм                  | Гватемала није учествовала | Гватемала није учествовала | Гватемала није учествовала | Гватемала није учествовала | Гватемала није учествовала | Гватемала није учествовала | Гватемала није учествовала | Гватемала није учествовала | Гватемала није учествовала | Гватемала није учествовала |
| 1960. Рим                                 | Гватемала није учествовала | Гватемала није учествовала | Гватемала није учествовала | Гватемала није учествовала | Гватемала није учествовала | Гватемала није учествовала | Гватемала није учествовала | Гватемала није учествовала | Гватемала није учествовала | Гватемала није учествовала |
| 1964. Токио                               | Гватемала није учествовала | Гватемала није учествовала | Гватемала није учествовала | Гватемала није учествовала | Гватемала није учествовала | Гватемала није учествовала | Гватемала није учествовала | Гватемала није учествовала | Гватемала није учествовала | Гватемала није учествовала |
| 1968. Мексико Сити                        |                            |                            |                            |                            |                            | 0                          | 0                          | 0                          | 0                          |                            |
| 1972. Минхен                              |                            |                            |                            |                            |                            | 0                          | 0                          | 0                          | 0                          |                            |
| 1976. Монтреал                            |                            |                            |                            |                            |                            | 0                          | 0                          | 0                          | 0                          |                            |
| 1980. Москва                              |                            |                            |                            |                            |                            | 0                          | 0                          | 0                          | 0                          |                            |
| 1984. Лос Анђелес                         |                            |                            |                            |                            |                            | 0                          | 0                          | 0                          | 0                          |                            |
| 1988. Сеул                                |                            |                            |                            |                            |                            | 0                          | 0                          | 0                          | 0                          |                            |
| 1992. Барселона                           |                            |                            |                            |                            |                            | 0                          | 0                          | 0                          | 0                          |                            |
| 1996. Атланта                             |                            |                            |                            |                            |                            | 0                          | 0                          | 0                          | 0                          |                            |
| 2000. Сиднеј                              |                            |                            |                            |                            |                            | 0                          | 0                          | 0                          | 0                          |                            |
| 2004. Атина                               |                            |                            |                            |                            |                            | 0                          | 0                          | 0                          | 0                          |                            |
| 2008. Пекинг                              |                            |                            |                            |                            |                            | 0                          | 0                          | 0                          | 0                          |                            |
| 2012. Лондон                              |                            |                            |                            |                            |                            | 0                          | 1                          | 0                          | 1                          |                            |
| 2016. Рио де Жанеиро                      |                            |                            |                            |                            |                            | 0                          | 0                          | 0                          | 0                          |                            |
| 2020. Токио                               |                            |                            |                            |                            |                            |                            |                            |                            |                            |                            |
| 2024. Париз                               |                            |                            |                            |                            |                            |                            |                            |                            |                            |                            |
| 2028. Лос Анђелес                         | предстојећи догађај        |                            |                            |                            |                            |                            |                            |                            |                            |                            |
| 2032. Бризбејн                            | предстојећи догађај        |                            |                            |                            |                            |                            |                            |                            |                            |                            |
| Укупно                                    |                            |                            |                            |                            |                            | 0                          | 1                          | 0                          | 1                          |                            |

### Освајачи медаља на ЛОИ
| Бр. | Медаља | Име          | Игре         | Спорт    | Дисциплина   | Ж | М |
| --- | ------ | ------------ | ------------ | -------- | ------------ | - | - |
| 1   |        | Ерик Барондо | 2012. Лондон | Атлетика | 20 км ходање | − | м |

### Освојене медаље на ЗОИ
| Учешће и освојене медаље Гватемале на ЗОИ |                            |                            |                            |                            |                            |                            |                            |                            |                            |                            |
| ЛОИ                                       | Носилац заставе            | Учешће                     | Муш.                       | Жене                       | спорт.                     | Злато                      | Сребро                     | Бронза                     | Укупно                     | Ранг                       |
| 1988. Калгари                             |                            |                            |                            |                            |                            | 0                          | 0                          | 0                          | 0                          |                            |
| 1992. Албервил                            | Гватемала није учествовала | Гватемала није учествовала | Гватемала није учествовала | Гватемала није учествовала | Гватемала није учествовала | Гватемала није учествовала | Гватемала није учествовала | Гватемала није учествовала | Гватемала није учествовала | Гватемала није учествовала |
| 1994. Лилехамер                           | Гватемала није учествовала | Гватемала није учествовала | Гватемала није учествовала | Гватемала није учествовала | Гватемала није учествовала | Гватемала није учествовала | Гватемала није учествовала | Гватемала није учествовала | Гватемала није учествовала | Гватемала није учествовала |
| 1998. Нагано                              | Гватемала није учествовала | Гватемала није учествовала | Гватемала није учествовала | Гватемала није учествовала | Гватемала није учествовала | Гватемала није учествовала | Гватемала није учествовала | Гватемала није учествовала | Гватемала није учествовала | Гватемала није учествовала |
| 2002. Солт Лејк Сити                      | Гватемала није учествовала | Гватемала није учествовала | Гватемала није учествовала | Гватемала није учествовала | Гватемала није учествовала | Гватемала није учествовала | Гватемала није учествовала | Гватемала није учествовала | Гватемала није учествовала | Гватемала није учествовала |
| 2006. Торино                              | Гватемала није учествовала | Гватемала није учествовала | Гватемала није учествовала | Гватемала није учествовала | Гватемала није учествовала | Гватемала није учествовала | Гватемала није учествовала | Гватемала није учествовала | Гватемала није учествовала | Гватемала није учествовала |
| 2010. Ванкувер                            | Гватемала није учествовала | Гватемала није учествовала | Гватемала није учествовала | Гватемала није учествовала | Гватемала није учествовала | Гватемала није учествовала | Гватемала није учествовала | Гватемала није учествовала | Гватемала није учествовала | Гватемала није учествовала |
| 2018. Пјонгчанг                           |                            |                            |                            |                            |                            |                            |                            |                            |                            |                            |
| 2014. Сочи                                |                            |                            |                            |                            |                            |                            |                            |                            |                            |                            |
| 2022. Пекинг                              |                            |                            |                            |                            |                            |                            |                            |                            |                            |                            |
| 2026. Милано и Кортина                    | предстојећи догађај        |                            |                            |                            |                            |                            |                            |                            |                            |                            |
| 2030. Француски Алпи                      | предстојећи догађај        |                            |                            |                            |                            |                            |                            |                            |                            |                            |
| 2034. Солт Лејк Сити                      | предстојећи догађај        |                            |                            |                            |                            |                            |                            |                            |                            |                            |
| Укупно                                    |                            |                            |                            |                            |                            | 0                          | 0                          | 0                          | 0                          |                            |